# سولنا
سُلنا (به سوئدی:  Solna kommun، تلفظ سوئدی: سُلنا) یکی از شهرهای سوئد در شهرستان استکهلم است که در شمال مرکز شهر استکهلم پایتخت واقع شده است. سولنا با جمعیت ۲۸۳۱۷ یکی از کوچکترین شهرهای سوئد می‌باشد.